# رامي رانتانن
رامي رانتانن (بالفنلندية: Rami Rantanen)‏ هو لاعب كرة قدم ومدرب كرة قدم فنلندي في مركز الوسط، ولد في 25 نوفمبر 1968 في هلسنكي في فنلندا. لعب مع نادي هلسنكي.

## وصلات خارجية
- رامي رانتانن على موقع الاتحاد الدولي (مؤرشف)  (الإنجليزية)
- رامي رانتانن على موقع قاعدة بيانات كرة القدم.إي يو (الإنجليزية)
- رامي رانتانن على موقع ناشيونال فوتبول تيمز (الإنجليزية)
- رامي رانتانن على موقع Soccerway.com (الإنجليزية)
- رامي رانتانن على موقع عالم كرة القدم.نت (الإنجليزية)